# Айюб (кратер)
Айюб (лат. и англ. Ayyub) — 17-километровый ударный кратер на Энцеладе, спутнике Сатурна. Расположен к северу от рытвин Хама (координаты центра — 38°35′ с. ш. 64°59′ в. д. / 38,58° с. ш. 64,98° в. д.). Западнее Айюба находятся кратеры Марджана и Аль-Факик, северо-восточнее — Фитна, восточнее — Ганим.
Кратер Айюб имеет неправильную форму, близкую к скруглённому квадрату. Его внутреннюю часть занимает небольшая куполообразная возвышенность, возникшая вследствие релаксации поверхности после удара. Как и другие кратеры в окрестностях, Айюб пересечён множеством разломов, идущих с юго-запада на северо-восток. Он содержит несколько мелких более молодых кратеров.
Область, где расположен этот кратер, была впервые сфотографирована космическим аппаратом «Вояджер-2» в 1981 году. Впоследствии его детально заснял зонд «Кассини-Гюйгенс». Кратер назван именем дамасского купца Айюба из «Рассказа о Ганиме ибн Айюбе» сборника народных сказок «Тысяча и одна ночь». Это название было утверждено Международным астрономическим союзом в 2006 году.